# غاري بوكانان
غاري بوكانان (30 يونيو 1980 بسانت لويس في الولايات المتحدة - ) (بالإنجليزية: Gary Buchanan)‏ هو لاعب كرة سلة أمريكي في مركز مدافع مسدد الهدف. لعب مع Villanova Wildcats men's basketball ‏.

## وصلات خارجية
- غاري بوكانان على موقع كلية كرة السلة في سبورتس رفرنس.كوم (الإنجليزية)
- غاري بوكانان على موقع ريلجم (الإنجليزية)
- غاري بوكانان على موقع بروبوليرز (الإنجليزية)